# Het jasje van Boudewijn
Het jasje van Boudewijn is een lezing die gehouden werd door Menno Voskuil tijdens de nacht van 18 september 2004 voorafgaand aan de verkoop van een deel van de collectie van schrijver Boudewijn Büch bij Sotheby's in Amsterdam in 2004. De lezing werd in 2005 in beperkte oplage uitgegeven door Avalon Pers.

## Achtergrond
Nadat Boudewijn Büch in 2002 onverwacht was overleden werd een groot deel van zijn nalatenschap geveild. Zijn boekencollectie werd geveild door Bubb Kuyper Veilingen in 2004-2005. Een ander deel van de nalatenschap werd eerder geveild door Sotheby's. Dit laatste deel betrof meubels, maar ook borstbeelden van Goethe, Napoleon en Elvis Presley. Het duurste stuk op de veiling bleek een portret van Mick Jagger, gemaakt door Andy Warhol; de zeefdruk, die gesigneerd was door zowel Jagger als Warhol, bracht ruim 25.000 euro op.

## De lezing
Voorafgaand aan de veiling bij Sotheby's hield Menno Voskuil tijdens de zogenaamde kijknacht, Schatkamer voor een wereldreiziger. De collectie Boudewijn Büch, bij Sotheby's te Amsterdam op 17-18 september 2004 een lezing. De titel ervan was: Het jasje van Boudewijn. Voskuil ging hier in op de fascinatie van Büch voor Mick Jagger. Met een baseball-jasje dat alludeerde op de Rolling Stones en Jagger stond Büch afgebeeld op het omslag van Büchs bundel Het eiland der wilden. Het was dit jasje dat ook geveild werd tijdens de bedoelde veiling: 'Het jasje van Boudewijn'.
Voskuil begint te zeggen dat naar zeggen van Büch diens fascinatie voor Jagger begon na het door hem bijwonen van het concert van de Rolling Stones in het Scheveningse Kurhaus in 1964. Voorts geeft hij aan dat Jagger vanaf zijn debuut een rol speelde in zijn letterkundige werk, hetgeen culmineerde in zijn roman Brieven aan Mick Jagger uit 1988. Die roman kwam uit een jaar nadat Büch een interview met zijn 'held' had gehad, waarvoor hij extreem nerveus bleek te zijn. In zijn laatste werken blijken Jagger en de Stones naar de achtergrond te zijn gedreven, en alleen de verzamelwoede inzake memorabilia nog behouden te zijn gebleven; dit laatste bleek uit de veiling waartoe deze lezing de aanleiding vormde.

## Uitgave
Jan Keijser van de bibliofiele drukkerij-uitgeverij Avalon Pers te Woubrugge besloot de lezing van Voskuil uit te geven. Het werd in 2005 gezet uit de Garamond en gedrukt in een oplage van 175 exemplaren op Simili Japon; van deze uitgave werden 15 exemplaren door Binderij Phoenix in halfperkament gebonden. Het boekje werd gepresenteerd op 10 december 2005 tijdens de 4e internationale Boudewijn Büch dag.